# Alexandru Bădărău
Alexandru A. Bădărău (n. 9 aprilie 1859, Bădărăi, România – d. 27 martie 1927, Iași, România) a fost un om politic și publicist român, care a deținut funcția de primar al municipiului Iași în perioada iunie 1899 - februarie 1901. De asemenea, a deținut funcția de ministru în două guvernări conservatoare.

## Biografie
Alexandru A. Bădărău s-a născut la data de 9 aprilie 1859 în satul Bădărăi (județul Iași, azi în Județul Botoșani), fiind descendent al unei vechi familii de răzeși. A urmat școala primară în comuna ieșeană Bivolari, unde tatăl său a fost primar timp de 40 de ani. Își începe studiile la Universitatea „Al. I. Cuza” din Iași, dar este exclus pentru că a participat la mișcarea socialistă (1881).
Își continuă studiile la Paris, obținând licența în drept și diploma de absolvire a Înaltei Școli de Științe Politice, precum și la Bruxelles, unde obține titlul științific de doctor în litere și filosofie. La Bruxelles, se află printre inițiatorii unui cerc socialist și ai tipăririi revistei Dacia viitoare (1883).
În anul 1885, se reîntorce în România, lucrând ca profesor de franceză la Liceul Național și la Gimnaziul „Alexandru cel Bun”, ambele din Iași. Concomitent, a predat ca profesor suplinitor de psihologie la Facultatea de Litere a Universității „Al. I. Cuza” din Iași. În paralel cu activitatea didactică, a profesat și avocatura.
Alexandru A. Bădărău fondează în anul 1888, împreună cu George Panu, Partidul Democrat Radical, care va fi absolvit de către Partidul Conservator în anul 1897. Devine membru marcant al acestui partid, fiind ales ca deputat conservator de Iași și apoi primar al municipiului Iași (22 aprilie 1899 - 19 februarie 1901). În calitate de primar, el a realizat alimentarea cu apă a orașului și a construit Râpa Galbenă.
Alexandru A. Bădărău a îndeplinit funcția de ministru al justiției (22 decembrie 1904 - 15 iunie 1906) în Guvernul George Gr. Cantacuzino (2). Părăsește Partidul Conservator și se alătură grupării dizidente a lui Take Ionescu, care fondează Partidul Conservator Democrat (1908), fiind supranumit datorită energiei sale în acțiunea de organizare a noului partid, „Vulturul Moldovei”. Este numit apoi ministru al lucrărilor publice (14 octombrie 1912 - 31 decembrie 1913) în Guvernul Titu Maiorescu (2).
La 1 mai 1897 a fondat ziarul Opinia, după Primul Război Mondial consacrându-se cu totul activității publicistice. Alexandru A. Bădărău a decedat la data de 27 martie 1927 în orașul Iași, fiind înmormântat la Cimitirul Eternitatea din Iași.
„A intrat în viața publică cu condeiul în mână ... (și) până în ultimul moment mintea lui a inspirat o gazetă, mâna lui a scris un articol. ”— Em. Socor

## Galerie de imagini

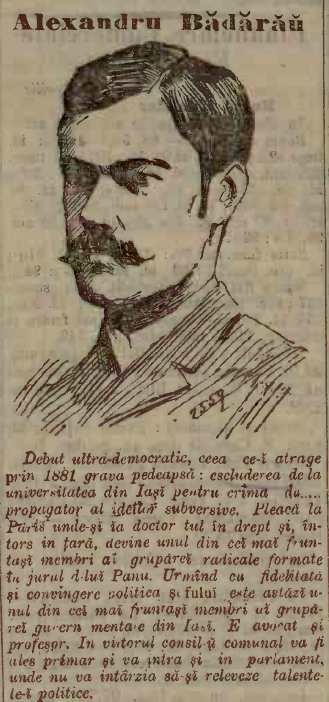
Fotografie a lui Alexandru Bădărău apărută în ziarul „Adevărul”, 1899
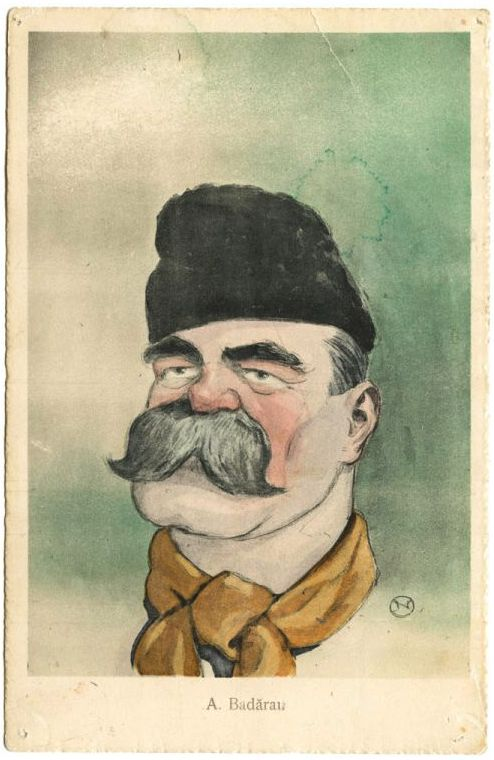
Alecu Bădărău -  de Nicolae Petrescu-Găină
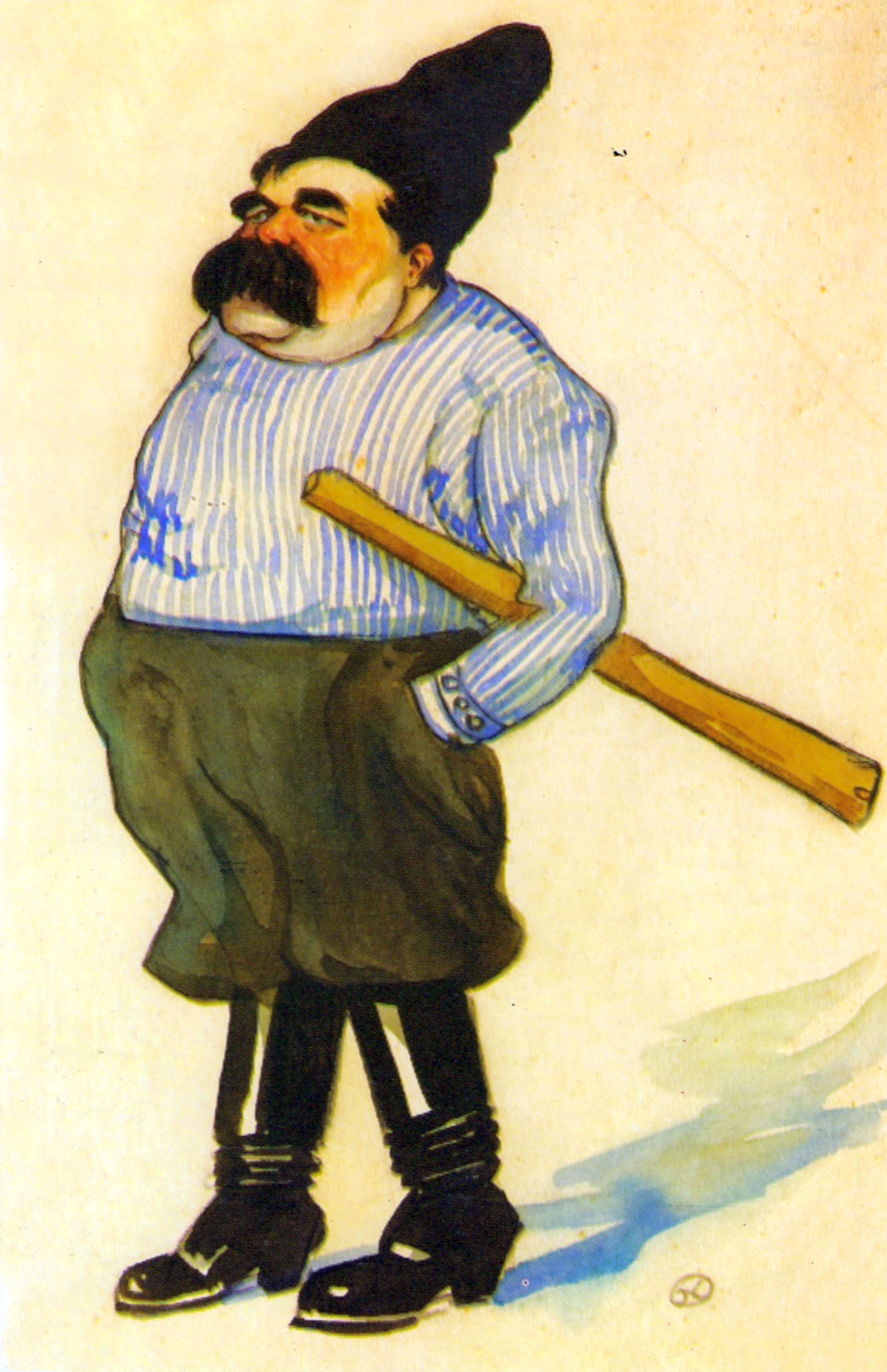
Alecu Bădărău - Agent electoral, de Nicolae Petrescu-Găină
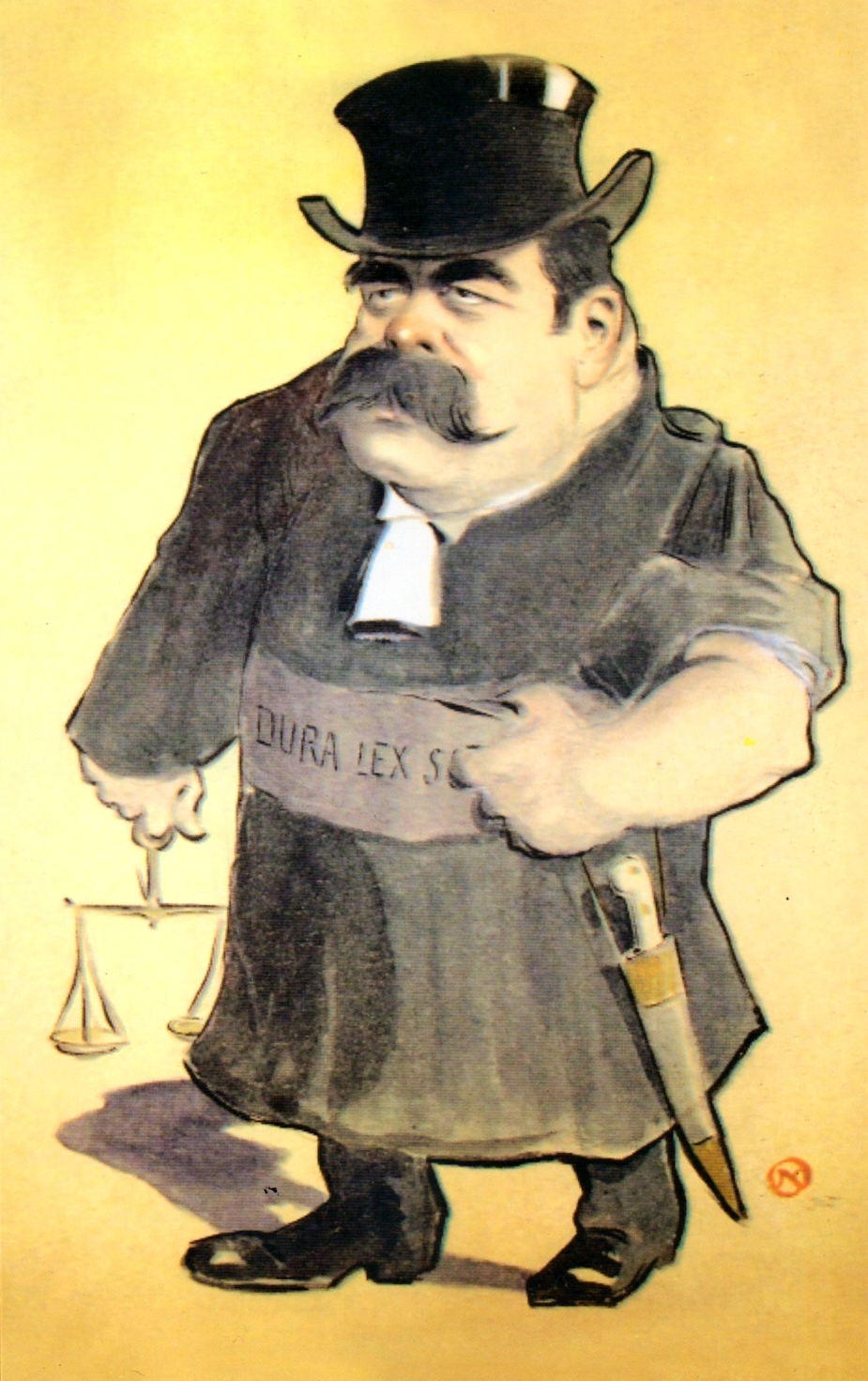
Alecu Bădărău - Ministrul Justiției, de Nicolae Petrescu-Găină
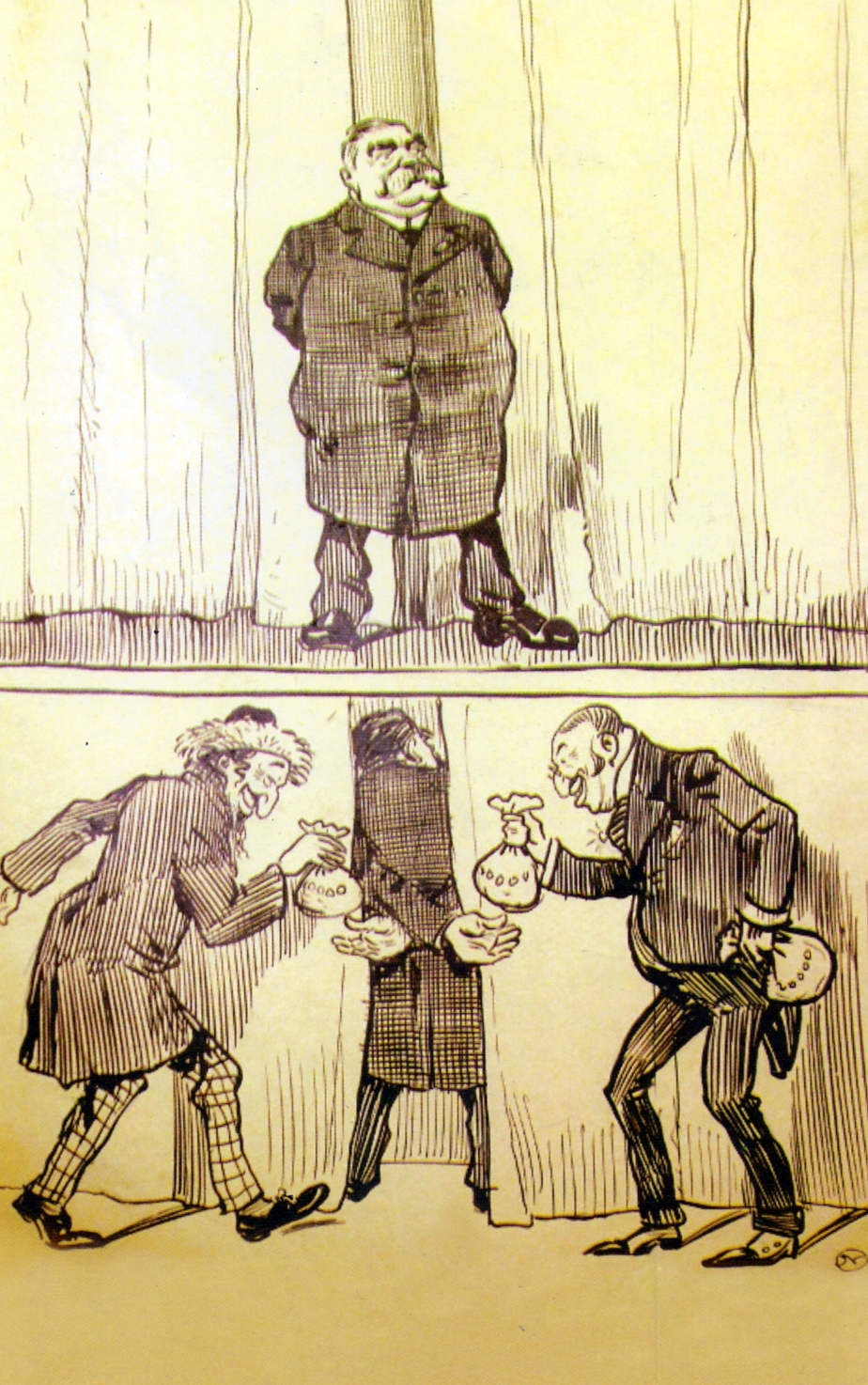
Alecu Bădărău - Ministrul justiției... primește..., de Nicolae Petrescu-Găină